# Иванковцы (Житомирский район)
Ива́нковцы (укр. Іванківці) — село на Украине, основано в 1501 году, находится в Житомирском районе Житомирской области.
Код КОАТУУ — 1822081303. Население по переписи 2001 года составляет 489 человек. Почтовый индекс — 12451. Телефонный код — 142. Занимает площадь 1,005 км².

## История
В 1946 году указом ПВС УССР село Янковцы переименовано в Иванковцы.

## Адрес местного совета
12450, Житомирская область, Житомирский р-н, с. Вертокиевка, ул. Чапаева, 4